# آق‌چای، خاچماز
آق‌چای (به ترکی آذربایجانی: Ağçay، تا ۱۹۹۲ واسیلیوکا Vasilyevka) یک منطقه مسکونی در جمهوری آذربایجان است که در شهرستان خاچماز واقع شده‌است. آق‌چای ۳۸۷ نفر جمعیت دارد.